# Giuseppe Negri
Giuseppe "José" Negri, PIME (Milão, 18 de setembro de 1959) é um bispo católico nascido na Itália e radicado no Brasil. Foi bispo auxiliar de Florianópolis e bispo diocesano de Blumenau. Foi bispo coadjutor da diocese de Santo Amaro até 2015, quando sucedeu Dom Fernando Antônio Figueiredo no governo pastoral daquela diocese.

## Biografia
Após cursar o ensino de fundamental, médio e filosofia e teologia em Milão, licenciou-se em psicologia na Pontifícia Universidade Gregoriana, em Roma. Foi ordenado presbítero pelo cardeal Carlo Maria Martini no dia 7 de junho de 1986, na Catedral de Milão. Chegou ao Brasil em 25 de janeiro de 1987.
Nomeado bispo auxiliar da Arquidiocese de Florianópolis com a sede titular de Puppi, pelo Papa Bento XVI, em 14 de dezembro de 2005, foi ordenado bispo em 5 de março de 2006, em Brusque, sendo consagrante principal Dom Murilo Sebastião Ramos Krieger e co-consagrantes Dom Carlos Pedro Zilli e Dom Wilson Tadeu Jönck. Escolheu como lema de vida episcopal Sufficit tibi gratia (Basta-te a minha graça).
Em 18 de fevereiro de 2009 foi eleito pelo Papa Bento XVI ao governo da Diocese de Blumenau.
Aos 25 de junho de 2011 teve seu nome divulgado como membro da Comissão Episcopal Pastoral para a Missão Continental da CNBB.
No dia 29 de outubro de 2014 foi nomeado pelo Papa Francisco bispo coadjutor da Diocese de Santo Amaro.
Aos 2 de dezembro de 2015 o Papa Francisco nomeia Dom José Negri como segundo bispo diocesano de Santo Amaro, sucedendo a Dom Fernando Antônio Figueiredo, OFM.

### Ordenações episcopais
Principal ordenante de:
- Marcelo Antonio da Silva (2023)